# Личнерский, Зенон
Зенон Личнерский (пол. Zenon Licznerski; род. 27 ноября 1954, Эльблонг) — польский спринтер, чемпион и призёр чемпионатов Европы, победитель и призёр розыгрышей Кубков Европы и мира, серебряный призёр летних Олимпийских игр 1980 года в Москве, участник двух Олимпиад.

## Карьера
На летней Олимпиаде 1976 года в Монреале Личнерский выступал в беге на 100 метров, где показал результат 10,52 с и не смог пробиться в финал соревнований. В эстафете 4×100 метров сборная Польши заняла 4-е место.
На следующей Олимпиаде в Москве поляк выступал в беге на 200 метров, где вынужден был завершить борьбу за медали на стадии предварительных забегов. В эстафете 4×100 метров сборная Польши завоевала олимпийское серебро с результатом 38,33 с, уступив сборной СССР (38,26 с).